# In nome dell'amore (singolo)
In nome dell'amore è una canzone scritta da Paolo Meneguzzi, Luca Mattioni, Dino Melotti e Rosario Di Bella, per il secondo album di Meneguzzi Lei è, pubblicato nel 2003. Il singolo, uscito nell'ottobre del 2002, anticipa di alcuni mesi la pubblicazione dell'album del cantante ed ha il merito di far conoscere Meneguzzi al grande pubblico, diventando uno dei suoi brani più conosciuti.
Nell'ottobre del 2004 il singolo è stato pubblicato anche in Francia, con il testo tradotto in francese da Léa Ivanne, e cantato in duetto da Meneguzzi con la cantante francese Ophélie Cassy (ex componente delle Diadems). Il disco ottiene un ottimo successo arrivando a raggiungere la decima posizione della classifica dei singoli più venduti in Francia con una stima di 73.000 copie vendute.

## Tracce
CD Italia
1. In nome dell'amore - (Radio edit)
2. In nome dell'amore - (Instrumental)

CD Francia
1. In nome dell'amore (Au nom de l'amour) - Paolo Meneguzzi e Ophélie Cassy
2. In nome dell'amore (Album version)

## Classifiche
| Paese    | Posizione massima |
| -------- | ----------------- |
| Francia  | 10                |
| Italia   | 30                |
| Svizzera | 25                |